# 雨宮かおる
雨宮 かおる（あまみや かおる、1985年7月7日 - ）は、日本のAV女優、元ストリッパー。
特技は愛犬と遊ぶこと。 

## 略歴
- 2004年 - 『香風』でAVデビュー。

## 作品

### アダルトビデオ
- 香風（2004年11月22日、MAX-A / Calen）[1]
- いやらし系（2004年12月24日、MAX-A / Calen）[1][2]
- おねだりモード（2005年1月21日、MAX-A / Calen）[1][2]
- インサート（2005年2月21日、MAX-A / Calen）[1][2]
- にくまれそうなNew Face vol.4（2005年3月25日、クロスワールド）[2]
- 痴女モード（2005年4月17日、メディアステーション）[1][2]
- Mission.露出in Tokyo 2（2005年4月29日、ワープエンタテインメント）[2]
- ブルーファイル（2005年7月29日、MAX-A）[1]
- 咲田めぐ（雨宮かおる）のプライベート映像が流出しました!!（2005年8月10日、オブテイン・フューチャー）[3]
- もしもこんな○○があったら・・・パート6（2006年5月18日、V&Rプランニング）
- 素人オネギャルHEAVEN vol.2（2006年6月16日、ケイ・エム・プロデュース）他出演:可愛あみん、松野しほ、ゆりあ（優梨愛）
- 体育女教師の受難（2006年8月18日、シネマジック）
- ゴモラの院　神は何の目的でアナルを創りたもうたのか（2006年8月21日、V&Rプランニング）共演:浅倉りほ、神谷なつき
- デジモMAX（2006年9月19日、北都）[2]
- 女子校生ヌギヌギダンスパーティー（2006年9月19日、スタイルアート）共演:瞳れん、笠木あやか、長瀬あずさ、中森ひなの
- 乱入!騎乗位痴女ダンサーズ!（2006年12月21日、ディープス）共演:miku、karin